# Чуприяново (Владимирская область)
Чуприяново — деревня в Петушинском районе Владимирской области, входит в состав Петушинского сельского поселения.

## География
Деревня расположена в 12 км на северо-запад от райцентра города Петушки.

## История
В конце XIX — начале XX века деревня входила в состав Жаровской волости Покровского уезда Владимирской губернии, с 1921 года — в составе Орехово-Зуевского уезда Московской губернии, с 1924 года — в составе Воспушенской волости. В 1859 году в деревне числилось 40 дворов, в 1905 году — 57 дворов, в 1926 году — 65 дворов.
С 1929 года деревня входила в состав Костинского сельсовета Петушинского района Московской области, с 1944 года — в составе Владимирской области, с 1984 года — в составе Аннинского сельсовета, с 2005 года — в составе Петушинского сельского поселения.

## Население
| 1859 | 1905 | 1926 | 2002 | 2010 | 2021 |
| ---- | ---- | ---- | ---- | ---- | ---- |
| 248  | ↗259 | ↘205 | ↘15  | ↘1   | ↗20  |